# Tostareds församling
Tostareds församling var en församling i Göteborgs stift och i Marks kommun. Församlingen uppgick 2011 i Västra Marks församling.

## Administrativ historik
Församlingen har medeltida ursprung.
Församlingen var till 1693 annexförsamling i pastoratet Sätila, Hyssna och Tostared. Från 1693 till 1926 var den annexförsamling i pastoratet Surteby, Fotskäl, Kattunga och Tostared, från 1926 till 2011 annexförsamling i pastoratet Surteby-Kattunga, Fotskäl och Tostared som 1962 utökades med Berghems och Hajoms församlingar. Församlingen uppgick 2011 i Västra Marks församling.

## Kyrkor
- Tostareds kyrka